# Chełmiczki
Chełmiczki – wieś w Polsce, położona w województwie kujawsko-pomorskim, w powiecie inowrocławskim, w gminie Kruszwica.

## Podział administracyjny
W latach 1975–1998 miejscowość administracyjnie należała do województwa bydgoskiego.

## Demografia
Według Narodowego Spisu Powszechnego (III 2011 r.) wieś liczyła 252 mieszkańców. Jest, wespół ze wsią Tarnówko (252 mieszkańców), czternastą co do wielkości miejscowością gminy Kruszwica.